# Trini (kniha)
Trini (1954) je dobrodružný román pro mládež německého spisovatele Ludwiga Renna z období Mexické revoluce v letech 1911–1920. Námět k románu Renn získal v době, kdy žil exilu v Mexiku po útěku z nacistického Německa.

## Obsah románu
Trini je šestiletý indiánský chlapec (plným jménem Trinidad, což znamená Trojice). Žije ve vesnici, kde většina mužů pracovala za mizernou mzdu na velkém panství San Bartoldo u hraběte Arioly nebo na statku boháče Torrese. Trini miluje svou prababičku, která mu vypráví o minulosti své země, a na vlastní kůži poznává nelítostnou skutečnost, ve které žije. Nejde jen o vykořisťování domorodých dělníků, ale také o kruté zacházení s těmi, kteří se bouří proti nelidským podmínkám. Na panství nakonec dojde ke vzpouře. Vesnici přepadne vládní vojsko generála Huerty a vypálí ji, vesničané se však naštěstí stačí ukrýt. Na pomoc vesničanům přijde rolnické povstalecké vojsko.
V krajích, jimiž táhl generál Huerta se svou armádou, dochází k drancování a krutým násilnostem. Na mnoha místech se proto tvoří partyzánské oddíly, které bojují proti drancujícím Huertovým bandám, z nichž jednu vede statkář Torres. Ze dvou povstaleckých oddílů se postupně vytvořily povstalecké armády. Jižní vedl Emiliano Zapata a severní Pancho Villa. Rychle vzrůstaly, poněvadž se k nim připojovali Indiáni z každé osady, kterou předtím táhl generál Huerta. Trini, který má vyvinutý smysl pro spravedlnost, se stane se členem Zapatova vojska, pracuje tam jako spojka a rozvědčík a často jen o vlásek unikne smrti. Dostane se dokonce do hlavního města Mexico City, které Zapatovo vojsko obsadí. 
Generál Pablo González porazí v několika srážkách Zapatovy oddíly, samotného Zapatu však nedokáže porazit. Proto ho v dubnu roku 1919 požádá o schůzku a tam jej nechá zavraždit. Trini, kterému je již patnáct let, je vyslán, aby Zapatu varoval, nestačí to však udělat. Revoluce však nekončí. Vesničanům se podaří rozprášit tlupu statkáře Torrese, který je přitom zabit. Pozemky velkostatkářů, které rolníci vyvlastnili a rozdělili si je, zůstávají většinou v jejich rukou.

## Filmové adaptace
- Trini (1979), německý (NDR) film, režie Walter Beck.

## Česká vydání
- Trini, Mladá fronta, Praha 1957, přeložili Ludvík Kundera a Zdena Lacinová, znovu SNDK, Praha 1965.